# 死刑確定
死刑確定（しけいかくてい）は、日本のオリジナルビデオで主演は竹内力。2004年から2006年までに全5作がリリースされている。全作品がR-15指定になっている。

## ストーリー
警察や法が裁くことのできない「悪」を、憤怒に駆られた竹内力演じる主人公が白バイ警官に扮して叩きのめしていく。

## シリーズ作品
- 死刑確定 I（2004年9月10日）
- 死刑確定 II（2005年10月14日）
- 死刑確定 III（2005年12月9日）
- 死刑確定 IV（2006年7月14日）
- 死刑確定 V（2006年8月4日）

## 登場人物
如月優二 ：竹内力
警視庁武蔵府中警察署 天神町交番勤務の警察官。元は捜査一課の刑事だったが妻を殺害した事件の容疑者を誤認逮捕した上に暴行までしてしまい、交番勤務に左遷される。
小島 ：諏訪太郎
如月と同じ天神町交番勤務の警察官。人生に達観したようなところがあり、出世欲なども無くのんびりと日々の勤務をこなす。
三田村 ：中山弟吾朗
『I』では如月の同僚（交番勤務）だったが、その後昇進して刑事になる。
オジマ ：舘昌美
警察オタクで如月の協力者。

### 死刑確定 I
如月舞 ：今井恵理
優二の亡き妻。麻薬撲滅を目指し生活安全課から白バイ警官になるが、何者かによって殺害される。
佐島 ：崎山凛
如月の同期の刑事で、舞の兄。
絵理 ：福地香代
麗奈 ：あじゃ
その他
野村祐人、中野裕斗、ERIKU、粟島瑞丸、鵜飼真帆、山口祥行、棚橋ナッツ、六車勇輝、野村宗平、吉井榮一、飯島大介

### 死刑確定 II・III
桜井美登里 ：村井美樹
同居していた姉が1年前から行方不明となり、姉を探すために今は大学を中退して夜はキャバクラで働いている。
桜井香澄 ：
美登里の姉のOLで1年前突然行方不明となる。
武藤 ：小沢和義
如月と同期の刑事。かつてはやり手として鳴らしたが、今は強引なだけの捜査手法や定時に帰ってしまう勤務態度などに部下からの信頼も薄い。娘の入院費用の工面に苦慮している。
武藤美咲 ：小野明日香
心臓の病気で長期入院している。
武藤沙耶 ：霧島れいか
美咲の母親。
中島 ：本宮泰風
人身売買組織の元締め。ヤクザとは思えぬ知的な雰囲気を持つ。
沢柳 ：勝矢秀人
中島の部下。
坂上ジュンナ ：小深山菜美
下校途中に拉致されたテニス部の女子高生
その他
大久保貴光、金子貴伸、舩木壱輝、工藤剛、矢縄沙弓、高橋征也

### 死刑確定 IV・V
荒井理沙 ：濱田万葉
矢野 ：中倉健太郎
野田大吾 ：本田博太郎
可奈 ：松永裕子
美雪 ：鈴木葉月
ヨウキ ：吉岡毅志
その他
小野麻亜矢、アンドレ、那波隆史、森羅万象、根岸大介

## スタッフ
- 製作総指揮：竹内力
- 監督：宮坂武志
- プロデューサー：本島章雄、石田聖子
- 脚本：松井昇、小谷暢亮
- 音楽：野島健太郎
- 制作：ギャングスター
- 製作：RIKIプロジェクト